# Kanton Condé-sur-l'Escaut
Condé-sur-l'Escaut (Nederlands: Konde) is een voormalig kanton van het Franse Département du Nord (Noorderdepartement). Het kanton maakte deel uit van het arrondissement Valenciennes.

## Gemeenten
Het kanton Condé-sur-l'Escaut omvatte de volgende gemeenten:
- Condé-sur-l'Escaut (hoofdplaats)
- Crespin
- Escautpont
- Fresnes-sur-Escaut
- Hergnies
- Odomez
- Saint-Aybert
- Thivencelle
- Vicq
- Vieux-Condé